# Omika

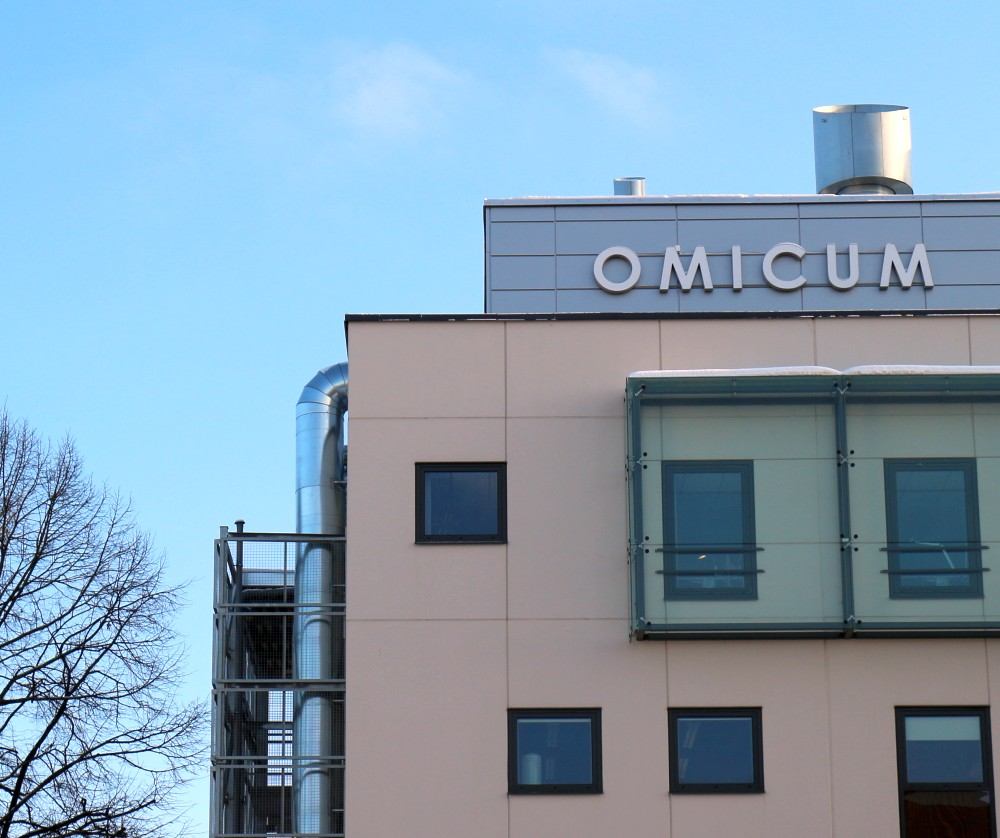
„Omicum”: Az Eesti Biokeskus (Észt Bioközpont) épülete, amiben helyet foglal az Észt Genomközpont és a Tartui Egyetem molekuláris és sejtbiológiai intézete.

Az omika (angolul: omics) informális kifejezés olyan biológiai tudományterületre utal, ami szokásosan -omika végződésű (pl. genomika, proteomika vagy metabolomika). A kapcsolódó szóvégződés -om (angolul: -ome) utal ezen rendszerbiológiai tudományterületek vizsgálódási tárgyára (itt genom, proteom, illetve metabolom). Az omikák általános célkitűzése egy szervezet struktúráját, funkcióját és dinamikáját létrehozó biomolekulák halmazainak kollektív jellemzése és számszerűsítése. Az „omikák” új kutatási stratégiát képviselnek, amely nem hipotézisvezérelt, hanem adatbázisok tömkelegében keres mintázatot, korrelációt és kovarianciát, azt vizsgálva, mi és hogyan változik a szervezetben vagy egy-egy sejtben az idő folyamán.
A funkcionális genomika célja egy szervezet lehető legtöbb génje funkcióinak feltárása. Különböző omikákat, köztük a transzkriptomikát és a proteomikát kombinál telítési mutagenezissel.
Az -om utótag a molekuláris biológiában egyfajta teljességre utal. Egy újonnan létrehozott utótag, ami különböző görög nyelvű, -ωμα-ra végződő kifejezés absztrakciója, az eredeti nyelvben nem létezik.

## Omikák fajtái

### Genomika
- Genomika: az élőlények genomjának tanulmányozása
  - Kognitív genomika: a kognitív folyamatok genetikai profilokhoz köthető változásait vizsgálja.
  - Komparatív genomika: a genomstruktúrák és -funkciók összehasonlító vizsgálata különböző fajok vagy törzsek között.
  - Funkcionális genomika: a gének és fehérjék funkcióit és interakcióit vizsgálja (biochip-jellegű technológiák segítségével)
  - Metagenomika: a metagenomok tanulmányozása, azaz közvetlenül környezeti mintákból kivont genetikai anyagoké.
  - Személyre szabott genomika: a genomika azon ága, amely az egyes emberek genomjának szekvenálásával és analízisével foglalkozik. Ha a genotípus már ismert, az egyén genotípusa összehasonlítható a szakirodalmi publikációkkal, és becslés adható azok tényleges fenotipikus kifejeződésére és a betegségek kockázatára nézve. Kapcsolódik a személyre szabott gyógyászathoz.
- Epigenomika: a sejt epigenetikus módosulásai teljes körének, azaz az epigenomnak a vizsgálata. ChIP-Chip és ChIP-Seq technikákat alkalmaz.

### Lipidomika
A lipidom a sejt lipideinek teljessége, beleértve az egyes lipidcsoportok módosulásait
- Lipidomika: A lipidek útvonalainak és hálózatának nagyszabású vizsgálata. Tömegspektrometriai technikákat alkalmaz.

### Proteomika
A proteom a fehérjék és peptidek összessége.
- Proteomika: a fehérjék, különösen azok struktúrájának és funkcióinak nagyszabású vizsgálata. Eszközei a kétdimenziós gélelektroforézis, tömegspektrometria vagy többdimenziós fehérjeazonosító technikák (fejlett HPLC eszközök tömegspektrometriával kombinálva).
  - Immunoproteomika: az immunválaszban részt vevő fehérjék óriási halmazainak vizsgálata
  - Nutriproteomika: az étrend tápanyag és nem tápanyag összetevőinek molekuláris szintű azonosítása. A proteomika tömegspektrometriai eszköztárát használja
  - Proteogenomika: a proteomika és genomika határterülete. A proteomika adatait felhasználja a gének annotációjára.
  - Strukturális genomika: kísérleti és modellező megközelítések vegyítésével az adott genom által kódolt összes fehérje háromdimenziós szerkezetének vizsgálata.

### Foodomika
A foodomika az élelmiszerek és az étrend vizsgálatával foglalkozik a fejlett omikai eszköztár felhasználásával. A foodomika iránti érdeklődés egybeesik az orvostudomány és a biológiai tudományok azon irányvonalának megerősödésével, ami megelőzni kívánja a jövőbeli betegségeket, például a megfelelő táplálékbevitellel és az úgynevezett funkcionális élelmiszerek kifejlesztésével.

### Transzkriptomika
A transzkriptom a sejtben vagy szervezetben megtalálható RNS-molekulák összessége, beleértve az mRNS-t, rRNS-t, tRNS-t és bármilyen más, nem kódoló RNS-t is, ami a szervezetben termelődik.
- Transzkriptomika: a transzkriptom elemeinek strukturális és funkcionális vizsgálata.

### Anyagcsere
- Metabolomika: az anyagcseretermékekkel (metabolitokkal) kapcsolatos kémiai folyamatok vizsgálata. A „specifikus, sejtszintű folyamatok által hátrahagyott kémiai ujjlenyomatok szisztematikus vizsgálata”, azok kismolekulájú metabolit-profiljának tanulmányozása.[4]
- Metabonomika: „az élő rendszerek patofiziológiás ingerekre vagy genetikai módosításra való dinamikus, sokparaméteres anyagcsereválaszának kvantitatív mérése”.

### Interaktomika
- Interaktomika: a szervezetben, a szövet vagy a sejt szintjén végzett vizsgálat, melynek tárgyát a molekulák közötti interakciók (interaktom) képezik. Jelenleg a fő csapásirány ezen a területen a protein-protein interakciók (PPI-k) vizsgálata.
  - Mitointeraktom: a mitokondriális fehérjék interakciói.

### Táplálkozás, gyógyszertan, toxikológia
- Táplálkozási genomika: az emberi genom, táplálkozás és egészség összefüggéseit vizsgáló tudományterület.
  - Táplálkozásgenetika: a genetikai variációk hatását vizsgálja az étrend és az egészség kapcsolatára, különös tekintettel a valamilyen betegségre hajlamos alcsoportokra
  - Táplálkozásgenomika: a táplálék és alkotóelemeinek génkifejeződésre való hatásait vizsgálja. Elemzi a tápanyagok hatását a genomra, proteomra és metabolomra.
- Farmakogenomika: az emberi genom variációinak hatását vizsgálja a gyógyszerek által kifejtett hatásra.
- Farmako-mikrobiomika:  az emberi mikrobiom variációinak hatását vizsgálja a gyógyszerek által kifejtett hatásra.
- Toxikogenomika: adott sejt vagy szövet toxikus anyagokra adott válaszként fellépő gén- és fehérjetevékenységéről gyűjt, értelmez és tárol információt.

### Vegyes
- Pszichogenomika: a genomika és proteomika eszközkészletének alkalmazása annak jobb megértésére, hogy a normál agyi folyamatok és a kóros, betegségekben megnyilvánuló agyi folyamatok biológiai szubsztrátjai hogyan térnek el egymástól. A pszichogenomika alkalmazható a droggfüggőség jobb megértéséhez, végső soron jobb kezelések, diagnosztikai eszközök, megelőző intézkedések és gyógymódok kialakítására.
- Őssejtgenomika: az őssejt-biológia segédtudománya. Célja az őssejtek modellrendszerének kialakítása az emberi biológia és a betegségek jobb megértésére.

## Jelenlegi használata
Az eredeti „genom” szón kívül számos „-om” bizonyult hasznosnak és elfogadottnak a tudományos szakirodalomban. A jól bevált proteomikán, metabolomikán kívül szinte robbanásszerűen terjednek az „-omok” és „-omikák”, kérdéses, hogy ezek közül melyek fogják kiállni az idő próbáját.